# Kiri English-Hawke
Kiri Edwina English-Hawke (también conocida por su nombre de casada Kiri Tontodonati; Canberra, Australia, 4 de septiembre de 1994) es una deportista italiana de origen australiano que compite en remo. Ganó cinco medallas en el Campeonato Europeo de Remo entre los años 2017 y 2025.

## Palmarés internacional
| Campeonato Europeo | Campeonato Europeo       | Campeonato Europeo | Campeonato Europeo |
| Año                | Lugar                    | Medalla            | Prueba             |
| ------------------ | ------------------------ | ------------------ | ------------------ |
| 2017               | Račice (República Checa) | Medalla de bronce  | Doble scull        |
| 2019               | Lucerna (Suiza)          | Medalla de bronce  | Dos sin timonel    |
| 2020               | Poznań (Polonia)         | Medalla de plata   | Cuatro sin timonel |
| 2022               | Múnich (Alemania)        | Medalla de bronce  | Doble scull        |
| 2025               | Plovdiv (Bulgaria)       | Medalla de bronce  | Ocho con timonel   |